# Hilaire Couvreur
Hilaire Couvreur (Sint-Andries, Bruges, 22 de setembre de 1924 - Kortrijk, 17 de febrer de 1998) va ser un ciclista belga, que fou professional entre 1947 i 1962. Anomenat Hilaire l'africano o L'Africain, en el seu palmarès destaca una victòria d'etapa al Giro d'Itàlia de 1954 i una altra a la Volta a Catalunya de 1957.

## Palmarès
- 1947
  - Vencedor d'una etapa a la Volta a Limburg amateur
- 1949
  - 1r a la Volta a Algèria
- 1950
  - 1r a la Volta a Algèria
- 1951
  - Vencedor d'una etapa a la Volta a Bèlgica
- 1952
  - 1r a l'Elfstedenronde
- 1953
  - 1r a la Volta al Marroc i vencedor d'una etapa
  - 1r al Circuit de Flandes Oriental
- 1954
  - 1r a l'Elfstedenronde
  - Vencedor d'una etapa al Giro d'Itàlia
- 1957
  - Vencedor d'una etapa a la Volta a Catalunya
- 1958
  - 1r a la Volta a Llevant
- 1959
  - Vencedor d'una etapa a la Volta a Llevant

### Resultats al Tour de França
- 1950. Abandona (11a etapa)
- 1951. 42è de la classificació general
- 1953. 28è de la classificació general
- 1955. Abandona (7a etapa)
- 1962. 74è de la classificació general

### Resultats al Giro d'Itàlia
- 1948. Abandona
- 1954. 30è de la classificació general. Vencedor d'una etapa
- 1956. 10è de la classificació general
- 1957. 47è de la classificació general
- 1959. 13è de la classificació general
- 1960. 17è de la classificació general
- 1961. 24è de la classificació general

### Resultats a la Volta a Espanya
- 1956. 16è de la classificació general
- 1957. Abandona
- 1958. 4t de la classificació general
- 1959. 7è de la classificació general